# Оёкское муниципальное образование
Оёкское муниципа́льное образова́ние — сельское поселение в составе Иркутского района Иркутской области России.
Административный центр — село Оёк.

## Население
| 2010  | 2011  | 2012  | 2013  | 2014  | 2015  | 2016  |
| ----- | ----- | ----- | ----- | ----- | ----- | ----- |
| 6414  | ↗6458 | ↗6641 | ↗6859 | ↗7058 | ↘7044 | ↗7069 |
| 2017  | 2021  |       |       |       |       |       |
| ↗7135 | ↗8074 |       |       |       |       |       |

## Границы
Согласно закону «О статусе и границах муниципальных образований Иркутского района Иркутской области»

"…За начальную точку границы муниципального образования принята точка пересечения границ земель ОАО «Хомутовское», с Качугским трактом в 5 км южнее въезда в с. Оек; далее граница проходит в северо-западном направлении по северо-восточным границам земель ОАО «Хомутовское» пересекает ЛЭП, проходит через падь Турская и зигзагом уходит к р. Тайга на расстоянии 13,6 км; далее граница поворачивает на северо-запад и проходит вверх по течению р. Тайга по северо-восточной границе земель ЗАО «Иркутские семена», пересекает ЛЭП и следует на расстоянии 6 км, далее граница поворачивает под острым углом на юг и следует по ломаному контуру границ земель АОЗТ «Ангарский» на расстоянии 10,3 км, пересекая урочище Романовские поля и выходит на границу земель ФГУП «Иркутское», далее граница под острым углом поворачивает на северо-запад и следует по ломаному контуру границ земель ФГУП «Иркутское», оставляя урочище Большое поле внутри, на расстоянии 2,7 км и доходит до северо-восточной границы квартала 127 Иркутского лесхоза Оекского лесничества; далее граница поворачивает в северо-восточном направлении и проходит по юго-восточным границам кварталов 127 и 123 на расстоянии 3 км, далее граница под острым углом поворачивает на северо-запад и оконту-ривает северный угол квартала 123 на расстоянии 2,2 км; далее граница поворачивает в северо-западном направлении по северовосточным и восточным границам кварталов 122, 121, 114, 105, 95 на расстоянии 9,7 км, поворачивает на восток, юго-восток и проходит по северо-восточным границам ООО "Учхоз «Степное» вниз по течению р. Мозалинская, пересекает р. Елкина, пересекает ЛЭП и р. Уня на расстоянии 16 км и выходит на Качугский тракт 1,3 км южнее д. Егоровщина; далее граница пересекает тракт и проходит на северо-восток точно в вершину юго-западного угла квартала 146 Иркутского лесхоза Оекского лесничества на расстоянии 2 км. Затем граница поворачивает в северном направлении и проходит по западной границе квартала 146 до ЛЭП на расстоянии 0,6 км до круговой дороги от Качугского тракта в д. Сосновый бор; далее граница поворачивает на юг и по изгибу дороги проходит до Качугского тракта на расстоянии 3 км, поворачивает на северо-восток и проходит по Качугскому тракту в сторону п. Усть-Ордынского на расстоянии 1,1 км; далее граница поворачивает строго в северном направлении и проходит на расстоянии 0,8 км по восточной границе квартала 149. Затем граница поворачивает в северо-восточном направлении и проходит на удалении 0,7 км Качугского тракта и параллельно ему на расстоянии 2 км до вершины угла южной оконечности квартала 143; далее граница поворачивает на север и проходит в северном и северо-западном направлении по восточным и северо-восточным границам кварталов 143, 138, 134, 131 на расстоянии 6,1 км; далее граница поворачивает на восток и проходит на расстоянии 0,6 км до границы с Эхирит-Булагатским районом, далее по смежеству с Эхирит-Булагатским районом граница проходит в юго-восточном направлении, пересекает Качугский тракт и выходит к р. Куда на расстоянии 7,2 км; затем граница проходит в юго-западном направлении преимущественно по руслу р. Куда на расстоянии 4 км до границы земель ООО "Учхоз «Степное» в точку в 0,6 км юго-восточнее п. Жердовка, далее граница поворачивает в юго-восточном направлении по восточным границам земель ООО "Учхоз «Степное» и проходит на расстоянии 15 км, пересекая р. Бол. Кот в 1,3 км западнее с. Ревякина, пересекая автодорогу «Бутырки — Ревякина» и следуя до вершины северо-западного угла квартала 1 Иркутского лесхоза Хомутовского лесничества. Далее граница проходит в юго-западном направлении, оконтуривая западные границы кварталов 1 и 10 на расстоянии 5 км, идет в западном направлении на расстоянии 0,5 км по северной границе квартала 17 до вершины восточного угла квартала 9. Далее граница следует в северо-западном направлении по северо-восточным границам кварталов 9, 8, 5 на расстоянии 4 км. Затем граница поворачивает в юго-западном направлении, оконтуривая северо-западные границы кварталов 4, 3, 19 на расстоянии 6,5 км, идет в западном, северо-западном направлении по ломаной линии границ ООО «Учхоз „Степное“ на расстоянии 13,5 км, проходя через урочище Демино Море, пересекая р. Мара в 1,2 км до впадения в р. Куда и выходит в начальную точку границы муниципального образования на Качугский тракт.».

## Населённые пункты
В состав муниципального образования входят населённые пункты:
- деревня Бутырки;
- деревня Галки;
- деревня Жердовка;
- деревня Зыкова;
- деревня Коты;
- деревня Максимовщина;
- деревня Мишонкова;
- деревня Турская;
- село Оёк.

Также есть деревня Увал, официально не существующая.